# 印度尼西亞火山列表

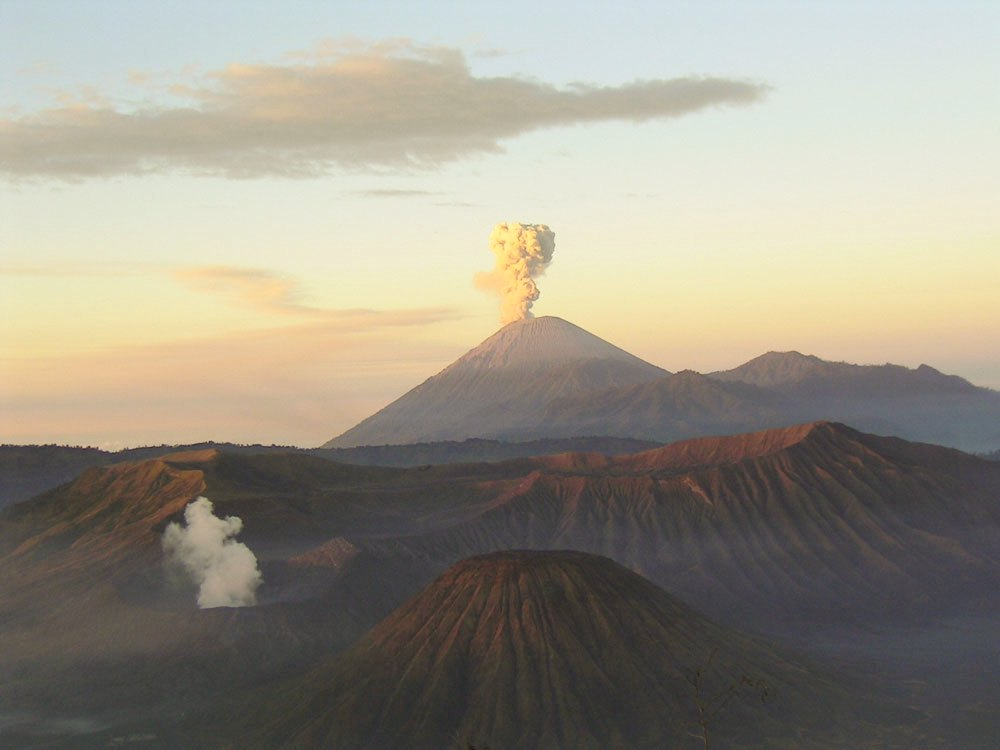
位於東爪哇省的塞梅魯火山（遠方冒煙處）與布羅莫火山（近方冒煙處）。

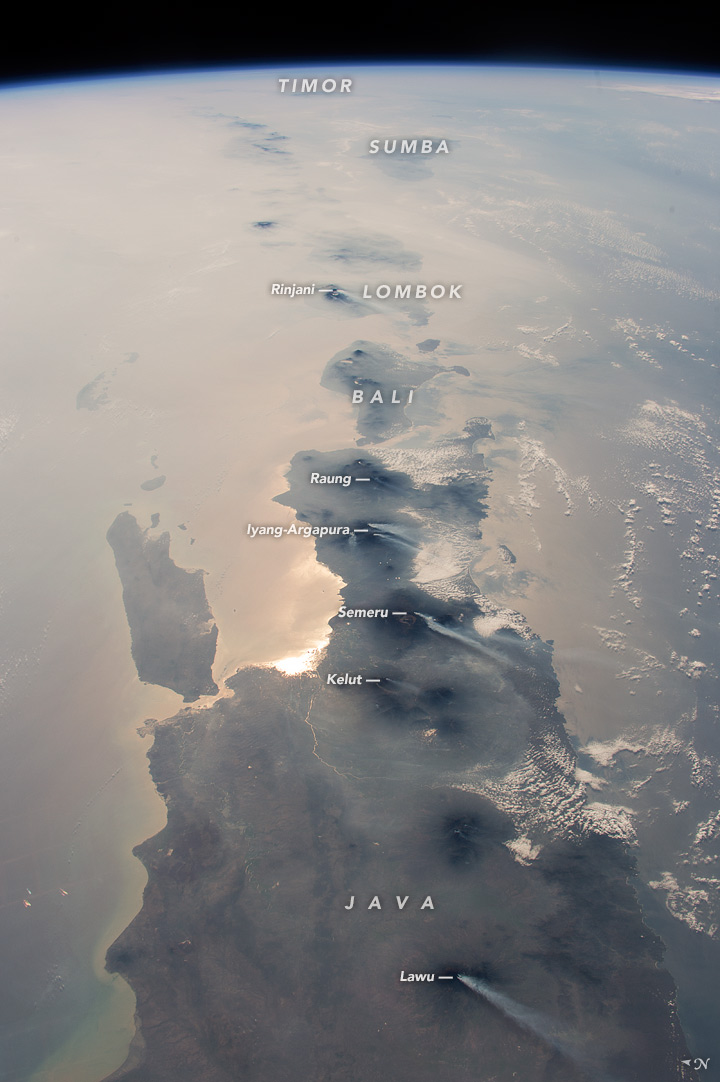
從國際太空站眺望東爪哇省與小巽他群島，可觀察到有6座活火山，其中5座在東爪哇省，另1座為龍目島上的林賈尼火山。

印度尼西亞的地理位置剛好介於歐亞大陸板塊與印度-澳洲板塊的隱沒帶之間，因而造成此區域容易形成火山地形。此區域曾發生過多次大規模火山噴發事件，例如於1883年喀拉喀托火山爆發對全球造成嚴重地影響，並且是人類歷史上最大的火山噴發記錄之一。位於蘇門答臘的多巴湖是一座超級火山，據推測在距今74,000年前曾發生過一次大規模噴發，隨後造成全球經歷6年的火山冬天。位於松巴哇島的坦博拉火山曾在1815年發生大規模噴發，使全球在隔年成為無夏之年。
印度尼西亞的火山帶屬於環太平洋火山帶一部分，以下列表共分成6個地理區域，其中4個屬於巽他島弧的火山弧系統；另2個屬於哈馬黑拉島系統，其包括哈馬黑拉島周圍的火山島，以及從菲律賓火山弧延伸過來的蘇拉威西島與桑義赫群島火山帶。目前除了婆羅洲以外，印尼各個地理區域皆有火山。
目前最活耀的火山位於爪哇島的克盧德火山與默拉皮火山，這2座火山皆曾造成數千人喪生。自公元1000年以來，克盧德火山爆發30多次，其中最高的火山爆發指數達5級，而默拉皮火山在這段時期內爆發了80多次。由於默拉皮火山的活動頻繁，國際火山學與地球內部化學協會遂於1995年將其列入十年火山的觀察對象之一。
2012年，印度尼西亞有127座活火山，目前仍有5百萬的人口生活在這些危險區域，而地震與海嘯等有可能造成地形改變，使原本停止活動的火山再度活耀，例如2004年印度洋大地震，可能使自1600年以後從未噴發的錫納朋火山於2010年後再度活耀。

## 觀測

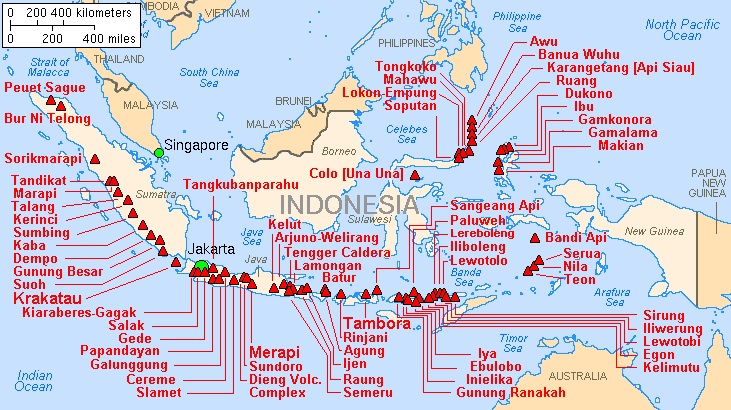
印尼的火山分布位置。

目前確認火山的方式可從其是不是具有個別的火山口、火山體、火山場來判定，而至今仍沒有單一方式能判定火山。古代火山的內部可能已被侵蝕，並生成出一新的岩漿庫，進而從旁分離出新的火山，目前許多新的活火山都是從火山口側面升起的寄生火山錐進階形成而來。一些火山錐群體被歸類於同一火山名稱下，例如唐格爾火山口綜合體，不過當地人仍將各個火山口分別命名。無論是活躍的還是休眠的火山，目前還無法準確定義。科學家們在追溯火山的歷史噴發紀錄時，主要由放射性碳定年法或地熱活動來判定。
以下列表的主要來源自湯姆·西姆金（Tom Simkin）和李·西伯特（Lee Siebert）兩位火山學家彙編的《世界上的火山》，其中列出過去1萬年間（即自全新世開始）所有有活耀紀錄的火山。特別是在印度尼西亞，西姆金與西伯特參考國際火山學與地球內部化學協會出版系列來記載。西姆金與西伯特所製作的印度尼西亞火山紀錄目前是最完整的，但在近期的爆發活動與死亡人數方面，在不同地區的紀錄也有所不同。其補充資料來自印度尼西亞火山調查所（Volcanological Survey of Indonesia），該政府機構負責調查與觀測火山活動、減輕地質災害，以及整理相關學術資料。

## 以地理區域劃分

### 蘇門答臘

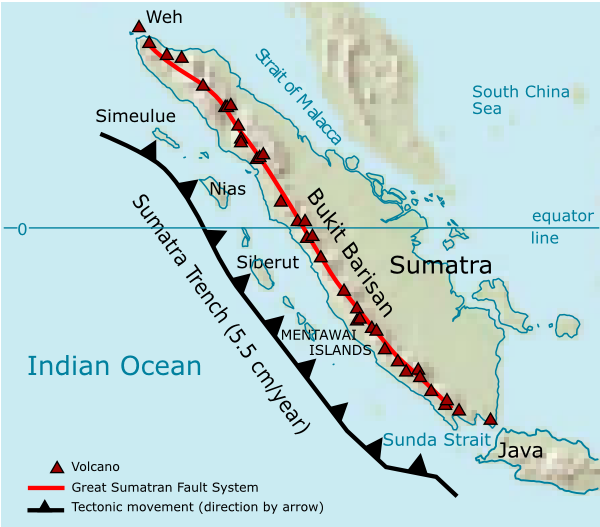
該地圖顯示蘇門答臘島上的火山分布與地質斷層線位置。

蘇門答臘的山地主要由巴里桑山脈組成，該山脈長1,700（1,100英里），幾乎與蘇門答臘島平行，其形成原因為澳洲板塊與巽他板塊碰撞而成。澳洲板塊以每年5.5公分的收斂速度移動，經常造成蘇門答臘西部地區大地震，其中包括2004年印度洋大地震。該地區的板塊構造不僅經常造成地震，也常使島下形成新的岩漿庫。
在35座活耀的火山中，只有韋島火山不在蘇門答臘島上。估計在更新世時期的一次大噴發，造成海水淹沒兩島之間較低窪的地勢，使韋島與蘇門答臘島分離。島上最大的火山位於多巴湖，其破火山口面積達100（62英里）乘30（19英里），估計在距今74,000年前的一次噴發造成，那場的火山爆發指數達到等級8強度，被認為是過去25萬年來地球上最大的一次噴發。另外，島上最高的火山為葛林芝火山，其海拔高度為3,800（12,500英尺）。
| 名稱                | 類型         | 海拔高度            | 最後噴發日期（VEI） | 座標                                       | 附註          |
| ------------------- | ------------ | ------------------- | ------------------- | ------------------------------------------ | ------------- |
| 韋島                | 複式火山     | 617（2,024英尺）    | 更新世              | 5°49′N 95°17′E / 5.82°N 95.28°E            | [ 14 ]        |
| 塞拉瓦阿甘火山      | 複式火山     | 1,810（5,940英尺）  | 1839年1月12日（2）  | 5°26′53″N 95°39′29″E / 5.448°N 95.658°E    | [ 15 ]        |
| 秘埃特薩圭火山      | 混合火山     | 2,785（9,137英尺）  | 2000年12月25日（2） | 4°54′50″N 96°19′44″E / 4.914°N 96.329°E    | [ 16 ]        |
| 格勒東山            | 複式火山     | 2,885（9,465英尺）  | 更新世              | 4°48′47″N 96°49′12″E / 4.813°N 96.82°E     | [ 17 ] [ 18 ] |
| 肯巴爾火山          | 盾狀火山     | 2,245（7,365英尺）  | 更新世              | 3°51′00″N 97°39′50″E / 3.85°N 97.664°E     | [ 19 ]        |
| 西巴亞克火山        | 破火山口     | 2,181（7,156英尺）  | 1881年              | 3°14′53″N 98°30′04″E / 3.248°N 98.501°E    | [ 20 ]        |
| 錫納朋火山          | 複式火山     | 2,460（8,070英尺）  | 2020年9月23日（3）  | 3°10′12″N 98°23′31″E / 3.17°N 98.392°E     | [ 21 ]        |
| 多巴湖              | 超級火山     | 2,157（7,077英尺）  | 距今72000年前       | 2°35′N 98°50′E / 2.58°N 98.83°E            | [ 22 ] [ 12 ] |
| 海拉托巴-打鹿洞火山 | 火山噴氣孔田 | 1,100（3,600英尺）  | 更新世              | 2°02′N 98°56′E / 2.03°N 98.93°E            | [ 23 ] [ 24 ] |
| 伊姆火山            | 熔岩錐       | 1,503（4,931英尺）  | 更新世              | 2°09′22″N 98°56′02″E / 2.156°N 98.934°E    | [ 25 ]        |
| 西布阿爾布阿利火山  | 複式火山     | 1,819（5,968英尺）  | 未知                | 1°33′22″N 99°15′18″E / 1.556°N 99.255°E    | [ 26 ]        |
| 盧布克拉亞火山      | 複式火山     | 1,862（6,109英尺）  | 未知                | 1°28′41″N 99°12′32″E / 1.478°N 99.209°E    | [ 27 ]        |
| 索里馬拉皮火山      | 複式火山     | 2,145（7,037英尺）  | 1986年7月5日（1）   | 0°41′10″N 99°32′20″E / 0.686°N 99.539°E    | [ 28 ]        |
| 塔拉克毛火山        | 混合火山     | 2,919（9,577英尺）  | 未知                | 0°04′44″N 99°58′48″E / 0.079°N 99.98°E     | [ 29 ]        |
| 沙里克-加查火山     | 火山錐       | 737（2,418英尺）    | 未知                | 0°00′27″N 100°11′20″E / 0.0074°N 100.189°E | [ 30 ]        |
| 馬拉皮火山          | 混合火山     | 2,891（9,485英尺）  | 2023年1月7日（2）   | 0°22′52″S 100°28′23″E / 0.381°S 100.473°E  | [ 31 ]        |
| 坦迪卡特火山        | 複式火山     | 2,885（9,465英尺）  | 1924年4月（1）      | 0°23′24″S 100°19′52″E / 0.39°S 100.331°E   | [ 32 ] [ 33 ] |
| 塔朗火山            | 複式火山     | 2,575（8,448英尺）  | 2007年11月27日（2） | 0°58′44″S 100°40′52″E / 0.979°S 100.681°E  | [ 34 ] [ 35 ] |
| 葛林芝火山          | 複式火山     | 3,800（12,500英尺） | 2022年10月15日（2） | 1°41′49″S 101°15′50″E / 1.697°S 101.264°E  | [ 13 ]        |
| 胡塔班江火山        | 複式火山     | 2,021（6,631英尺）  | 未知                | 2°20′S 101°36′E / 2.33°S 101.6°E           | [ 36 ]        |
| 松賓火山            | 複式火山     | 2,507（8,225英尺）  | 1921年5月23日（2）  | 2°24′50″S 101°43′41″E / 2.414°S 101.728°E  | [ 37 ]        |
| 坤易火山            | 複式火山     | 2,151（7,057英尺）  | 更新世              | 2°16′26″S 101°28′59″E / 2.274°S 101.483°E  | [ 38 ]        |
| 彭登火山            | 複式火山     | 1,631（5,351英尺）  | 未知                | 2°49′S 102°01′E / 2.82°S 102.02°E          | [ 39 ] [ 40 ] |
| 伯里拉-貝里提火山   | 複合火山     | 1,958（6,424英尺）  | 未知                | 2°49′S 102°11′E / 2.82°S 102.18°E          | [ 41 ] [ 42 ] |
| 道恩火山            | 複式火山     | 2,467（8,094英尺）  | 未知                | 3°23′S 102°22′E / 3.38°S 102.37°E          | [ 43 ]        |
| 卡巴火山            | 複式火山     | 1,940（6,360英尺）  | 2000年8月（1）      | 3°31′19″S 102°36′54″E / 3.522°S 102.615°E  | [ 44 ] [ 45 ] |
| 登波火山            | 複式火山     | 3,142（10,308英尺） | 2023年7月25日（2）  | 4°02′S 103°08′E / 4.03°S 103.13°E          | [ 46 ]        |
| 帕塔山              | 複式火山     | 2,836（9,304英尺）  | 未知                | 4°15′25″S 103°18′22″E / 4.257°S 103.306°E  | [ 47 ]        |
| 盧穆特巴萊火山      | 複式火山     | 2,055（6,742英尺）  | 未知                | 4°13′S 103°37′E / 4.22°S 103.62°E          | [ 48 ]        |
| 比薩爾火山          | 複式火山     | 1,889（6,198英尺）  | 1940年（1）         | 4°26′S 103°40′E / 4.43°S 103.67°E          | [ 49 ] [ 50 ] |
| 拉瑙湖              | 破火山口     | 1,854（6,083英尺）  | 未知                | 4°50′S 103°55′E / 4.83°S 103.92°E          | [ 51 ]        |
| 塞金召·伯里拉火山   | 破火山口     | 1,717（5,633英尺）  | 未知                | 5°06′25″S 104°19′01″E / 5.107°S 104.317°E  | [ 52 ]        |
| 蘇沃火山            | 破火山口     | 1,000（3,300英尺）  | 1933年7月10日（4）  | 5°15′S 104°16′E / 5.25°S 104.27°E          | [ 53 ]        |
| 胡魯貝魯火山        | 破火山口     | 849（2,785英尺）    | 未知                | 5°20′02″S 104°35′24″E / 5.334°S 104.59°E   | [ 54 ]        |
| 拉賈巴薩火山        | 複式火山     | 1,281（4,203英尺）  | 未知                | 5°46′48″S 105°37′30″E / 5.78°S 105.625°E   | [ 55 ]        |

- 錫納朋火山
- 陸地衛星計畫中拍攝的多巴湖影像。
- 馬拉皮火山
- 葛林芝火山是蘇門答臘目前最高峰。
- 塔朗火山

### 巽他海峽與爪哇
巽他海峽分隔蘇門答臘與爪哇兩島，而喀拉喀托火山剛好位於海峽中，該火山在1883年爆發期間，將這座火山島的三分之二領土摧毀，在海底造成大面積的破火山口，其噴發猛烈到4,800公里外的模里西斯羅德里格斯島都能聽到劇烈聲響。1930年後，喀拉喀托火山的破火山口內湧出一名為喀拉喀托之子（Anak Krakatau）的寄生火山錐；在1883年喀拉喀托火山爆發時，產生的島嶼還有塞尔通岛（Sertung）、班讓島（Panjang）、拉卡塔島（Rakata）。
與蘇門答臘島相比，爪哇島的面積相對較小，但島上的火山密度與活耀程度都比蘇門答臘還要高。爪哇島上共有45座活火山，但不包括狄昂火山群中的20個小火山口與火山錐，以及唐格爾火山綜合體的新火山錐。由於有些火山位置較近，因而在下方列表將其歸類在同一座標中。目前島上最活躍的火山有默拉皮火山、塞梅魯火山、克盧德火山。其中，塞梅魯火山自1967年開始便不斷地爆發，默拉皮火山則在1995年起被選為十年火山裡的其中一座。另外，伊真火山的火山口湖散發著五顏六色，而湖水的酸鹼值為0.3，該處至今仍有人類在此開採礦硫磺岩石。
| 名稱                    | 類型       | 海拔高度            | 最後噴發日期（VEI）         | 座標                                      | 附註            |
| ----------------------- | ---------- | ------------------- | --------------------------- | ----------------------------------------- | --------------- |
| 喀拉喀托火山            | 破火山口   | 813（2,667英尺）    | 2021年5月25日（2；持續中）  | 6°06′07″S 105°25′23″E / 6.102°S 105.423°E | [ 60 ]          |
| 普洛薩里火山            | 複式火山   | 1,324（4,344英尺）  | 未知                        | 6°20′31″S 105°58′30″E / 6.342°S 105.975°E | [ 61 ]          |
| 卡朗火山                | 複式火山   | 1,768（5,801英尺）  | 未知                        | 6°16′12″S 106°02′31″E / 6.27°S 106.042°E  | [ 62 ]          |
| 奇阿拉貝雷斯-加加克火山 | 複式火山   | 1,511（4,957英尺）  | 1939年4月6日（1）           | 6°44′S 106°39′E / 6.73°S 106.65°E         | [ 63 ] [ 64 ]   |
| 珀爾巴克蒂火山          | 複式火山   | 1,726（5,663英尺）  | 未知                        | 6°45′S 106°42′E / 6.75°S 106.7°E          | [ 63 ]          |
| 薩拉火山                | 複式火山   | 2,218（7,277英尺）  | 1938年1月31日（2）          | 6°43′S 106°44′E / 6.72°S 106.73°E         | [ 65 ]          |
| 格德火山                | 複式火山   | 3,026（9,928英尺）  | 1957年3月13日（2）          | 6°46′12″S 106°57′54″E / 6.77°S 106.965°E  | [ 66 ] [ 67 ]   |
| 帕圖哈火山              | 複式火山   | 2,422（7,946英尺）  | 未知                        | 7°10′S 107°24′E / 7.16°S 107.4°E          | [ 68 ]          |
| 哇楊溫杜火山            | 火山穹丘   | 2,184（7,165英尺）  | 未知                        | 7°12′47″S 107°38′13″E / 7.213°S 107.637°E | [ 69 ]          |
| 馬拉巴爾火山            | 複式火山   | 2,307（7,569英尺）  | 未知                        | 7°07′55″S 107°38′20″E / 7.132°S 107.639°E | [ 70 ]          |
| 覆舟火山                | 複式火山   | 2,084（6,837英尺）  | 2019年7月26日（1）          | 6°46′S 107°36′E / 6.77°S 107.6°E          | [ 71 ]          |
| 帕潘達揚火山            | 複式火山   | 2,665（8,743英尺）  | 2002年11月11日（2）         | 7°19′S 107°44′E / 7.32°S 107.73°E         | [ 72 ]          |
| 肯當火山                | 複式火山   | 2,594（8,510英尺）  | 未知                        | 7°14′42″S 107°42′32″E / 7.245°S 107.709°E | [ 73 ]          |
| 卡莫章火山              | 複式火山   | 1,730（5,680英尺）  | 更新世                      | 7°07′30″S 107°48′00″E / 7.125°S 107.8°E   | [ 74 ]          |
| 貢圖爾火山              | 混合火山   | 2,251（7,385英尺）  | 1847年10月16日（2）         | 7°08′35″S 107°50′24″E / 7.143°S 107.84°E  | [ 75 ]          |
| 坦波馬斯火山            | 複式火山   | 1,684（5,525英尺）  | 未知                        | 6°46′S 107°57′E / 6.77°S 107.95°E         | [ 76 ]          |
| 加隆貢火山              | 複式火山   | 2,168（7,113英尺）  | 1984年1月9日（1）           | 7°15′00″S 108°03′29″E / 7.25°S 108.058°E  | [ 77 ]          |
| 塔拉加博達斯火山        | 複式火山   | 2,201（7,221英尺）  | 未知                        | 7°12′29″S 108°04′12″E / 7.208°S 108.07°E  | [ 78 ]          |
| 卡拉哈火山              | 火山噴氣孔 | 1,155（3,789英尺）  | 未知                        | 7°07′S 108°05′E / 7.12°S 108.08°E         | [ 79 ]          |
| 澤勒邁火山              | 複式火山   | 3,039（9,970英尺）  | 1951年3月1日（2）           | 6°53′31″S 108°24′00″E / 6.892°S 108.4°E   | [ 80 ]          |
| 士拉末火山              | 複式火山   | 3,428（11,247英尺） | 2014年3月8日（2）           | 7°14′31″S 109°12′29″E / 7.242°S 109.208°E | [ 81 ]          |
| 狄昂火山群              | 混合火山   | 2,565（8,415英尺）  | 2021年4月29日（1）          | 7°12′S 109°55′E / 7.2°S 109.92°E          | [ 82 ]          |
| 孫多羅火山              | 複式火山   | 3,147（10,325英尺） | 1971年10月29日（2）         | 7°18′00″S 109°59′31″E / 7.3°S 109.992°E   | [ 83 ]          |
| 松賓火山                | 複式火山   | 3,371（11,060英尺） | 1730年（1）                 | 7°23′02″S 110°04′12″E / 7.384°S 110.07°E  | [ 84 ]          |
| 溫加蘭火山              | 複式火山   | 2,050（6,730英尺）  | 未知                        | 7°11′S 110°20′E / 7.18°S 110.33°E         | [ 85 ]          |
| 特洛莫約火山            | 複式火山   | 1,864（6,115英尺）  | 未知                        | 7°22′S 110°24′E / 7.37°S 110.4°E          | [ 86 ]          |
| 默巴布火山              | 複式火山   | 3,118（10,230英尺） | 1797年（2）                 | 7°27′S 110°26′E / 7.45°S 110.43°E         | [ 87 ]          |
| 默拉皮火山              | 複式火山   | 2,910（9,550英尺）  | 2020年12月31日（1；持續中） | 7°32′31″S 110°26′31″E / 7.542°S 110.442°E | [ 5 ]           |
| 穆里亞火山              | 複式火山   | 1,625（5,331英尺）  | 西元前160±300年             | 6°37′S 110°53′E / 6.62°S 110.88°E         | [ 88 ]          |
| 拉武火山                | 複式火山   | 3,265（10,712英尺） | 1885年11月28日（1）         | 7°37′30″S 111°11′31″E / 7.625°S 111.192°E | [ 89 ]          |
| 維利斯火山              | 複式火山   | 2,563（8,409英尺）  | 未知                        | 7°48′29″S 111°45′29″E / 7.808°S 111.758°E | [ 90 ]          |
| 克盧德火山              | 複式火山   | 1,730（5,680英尺）  | 2014年2月13日（4）          | 7°55′48″S 112°18′29″E / 7.93°S 112.308°E  | [ 4 ]           |
| 卡維-布德格             | 複式火山   | 2,651（8,698英尺）  | 未知                        | 7°55′S 112°27′E / 7.92°S 112.45°E         | [ 91 ]          |
| 阿朱那-維利朗火山       | 複式火山   | 3,343（10,968英尺） | 1952年8月15日（0）          | 7°43′30″S 112°34′48″E / 7.725°S 112.58°E  | [ 92 ]          |
| 潘拿古南火山            | 複式火山   | 1,631（5,351英尺）  | 未知                        | 7°37′S 112°38′E / 7.62°S 112.63°E         | [ 93 ]          |
| 瑪琅平原                | 低平火山口 | 662（2,172英尺）    | 更新世                      | 8°01′S 112°41′E / 8.02°S 112.68°E         | [ 94 ]          |
| 塞梅魯火山              | 複式火山   | 3,657（11,998英尺） | 2017年6月6日（4；持續中）   | 8°06′29″S 112°55′19″E / 8.108°S 112.922°E | [ 95 ]          |
| 唐格爾山                | 複式火山   | 2,329（7,641英尺）  | 2020年12月26日（1）         | 7°56′31″S 112°57′00″E / 7.942°S 112.95°E  | [ 96 ]          |
| 拉蒙安火山              | 複式火山   | 1,641（5,384英尺）  | 1898年2月5日（2）           | 7°58′44″S 113°20′31″E / 7.979°S 113.342°E | [ 97 ]          |
| 盧魯斯火山              | 混合火山   | 507（1,663英尺）    | 更新世                      | 7°44′20″S 113°34′48″E / 7.739°S 113.58°E  | [ 98 ] [ 99 ]   |
| 伊陽-阿爾加普拉火山     | 混合火山   | 3,088（10,131英尺） | 未知                        | 7°58′S 113°34′E / 7.97°S 113.57°E         | [ 100 ]         |
| 拉翁火山                | 複式火山   | 3,260（10,700英尺） | 2022年5月14日（2）          | 8°07′08″S 114°03′22″E / 8.119°S 114.056°E | [ 101 ] [ 102 ] |
| 伊真火山                | 複式火山   | 2,769（9,085英尺）  | 1999年6月28日（1）          | 8°03′29″S 114°14′31″E / 8.058°S 114.242°E | [ 103 ]         |
| 巴魯蘭火山              | 複式火山   | 1,247（4,091英尺）  | 未知                        | 7°51′S 114°22′E / 7.85°S 114.37°E         | [ 104 ]         |

- 從上方俯瞰覆舟火山口。
- 加隆貢火山於1982年爆發，在噴發過程中還伴隨著閃電。
- 默拉皮火山是印度尼西亞內最活耀的火山。
- 伊真火山口的綠松石色硫酸湖。
- 一張描繪1883年喀拉喀托火山爆發的平版印刷圖。

### 小巽他群島
小巽他群島位於爪哇島東方，是由一群小島所組成的群島，由西向東分別為巴里島、龍目島、松巴哇島、弗洛勒斯島、松巴島、帝汶島等，所有島嶼皆位於澳洲大陸棚邊緣。此區域的火山主要成因為兩海洋地殼移動並碰撞而成，很多島嶼為火山島，例如桑厄昂火山島。松巴哇島上的坦博拉火山曾在1815年4月5日發生過大爆發，其火山爆發指數等級為7，其程度在人類歷史紀錄中為最大規模的火山爆發。
| 名稱             | 類型       | 海拔高度              | 最後噴發日期（VEI）         | 座標                                      | 附註            |
| ---------------- | ---------- | --------------------- | --------------------------- | ----------------------------------------- | --------------- |
| 默布火山         | 未知       | 1,359（4,459英尺）    | 更新世                      | 8°13′34″S 114°39′11″E / 8.226°S 114.653°E | [ 106 ]         |
| 布拉坦火山       | 破火山口   | 2,244（7,362英尺）    | 未知                        | 8°16′59″S 115°07′59″E / 8.283°S 115.133°E | [ 107 ] [ 108 ] |
| 巴杜爾火山       | 破火山口   | 1,711（5,614英尺）    | 1999年3月15日（1）          | 8°14′31″S 115°22′30″E / 8.242°S 115.375°E | [ 109 ]         |
| 阿貢火山         | 複式火山   | 2,997（9,833英尺）    | 2017年11月21日（3）         | 8°20′31″S 115°30′29″E / 8.342°S 115.508°E | [ 110 ]         |
| 林賈尼火山       | 複式火山   | 3,726（12,224英尺）   | 2016年8月1日（2）           | 8°25′S 116°28′E / 8.42°S 116.47°E         | [ 111 ]         |
| 坦博拉火山       | 複式火山   | 2,850（9,350英尺）    | 1967年±20年（0）            | 8°15′S 118°00′E / 8.25°S 118.00°E         | [ 112 ]         |
| 亞比火山         | 混合火山   | 1,912（6,273英尺）    | 2022年2月17日（2）          | 8°12′S 119°04′E / 8.2°S 119.07°E          | [ 113 ]         |
| 哇伊桑諾火山     | 破火山口   | 1,319（4,327英尺）    | 未知                        | 8°43′S 120°01′E / 8.72°S 120.02°E         | [ 114 ]         |
| 波科勒奧克火山   | 複式火山   | 1,675（5,495英尺）    | 更新世                      | 8°41′S 120°29′E / 8.68°S 120.48°E         | [ 115 ]         |
| 拉納卡峰         | 火山穹丘   | 2,288（7,507英尺）    | 1991年3月（1）              | 8°37′S 120°31′E / 8.62°S 120.52°E         | [ 116 ]         |
| 伊尼耶里耶火山   | 複式火山   | 2,245（7,365英尺）    | 西元前8050年                | 8°52′30″S 120°57′00″E / 8.875°S 120.95°E  | [ 117 ]         |
| 伊涅利卡火山     | 混合火山   | 1,559（5,115英尺）    | 2001年1月11日（2）          | 8°44′S 120°59′E / 8.73°S 120.98°E         | [ 118 ]         |
| 厄布洛博火山     | 複式火山   | 2,096（6,877英尺）    | 1969年2月27日（2）          | 8°49′S 121°11′E / 8.82°S 121.18°E         | [ 119 ]         |
| 伊亞火山         | 複式火山   | 618（2,028英尺）      | 1969年1月27日（3）          | 8°53′49″S 121°38′42″E / 8.897°S 121.645°E | [ 120 ]         |
| 蘇卡里亞火山     | 破火山口   | 1,500（4,900英尺）    | 未知                        | 8°47′31″S 121°46′12″E / 8.792°S 121.77°E  | [ 121 ] [ 122 ] |
| 恩德地納普火山   | 火山噴氣孔 | 750（2,460英尺）      | 未知                        | 8°43′S 121°47′E / 8.72°S 121.78°E         | [ 123 ] [ 124 ] |
| 克里穆圖火山     | 混合火山   | 1,639（5,377英尺）    | 1968年6月3日（1）           | 8°46′S 121°49′E / 8.77°S 121.82°E         | [ 125 ]         |
| 羅卡滕達火山     | 複式火山   | 875（2,871英尺）      | 2012年10月8日（3）          | 8°19′12″S 121°42′29″E / 8.32°S 121.708°E  | [ 126 ]         |
| 埃貢火山         | 複式火山   | 1,661（5,449英尺）    | 2008年4月15日（2）          | 8°40′34″S 122°27′18″E / 8.676°S 122.455°E | [ 127 ] [ 128 ] |
| 伊利穆達火山     | 複式火山   | 881（2,890英尺）      | 更新世                      | 8°28′44″S 122°45′40″E / 8.479°S 122.761°E | [ 129 ] [ 130 ] |
| 勒沃托比火山     | 複式火山   | 1,703（5,587英尺）    | 2003年5月30日（2）          | 8°32′31″S 122°46′30″E / 8.542°S 122.775°E | [ 131 ]         |
| 勒羅博倫火山     | 混合火山   | 1,095（3,593英尺）    | 2003年6月26日（3）          | 8°21′54″S 122°49′59″E / 8.365°S 122.833°E | [ 132 ] [ 133 ] |
| 日昂科田火山     | 火山噴氣孔 | 200（660英尺）        | 更新世                      | 8°18′04″S 122°54′25″E / 8.301°S 122.907°E | [ 134 ]         |
| 伊利博倫火山     | 複式火山   | 1,659（5,443英尺）    | 1993年6月（1）              | 8°20′31″S 123°15′29″E / 8.342°S 123.258°E | [ 135 ]         |
| 勒沃托洛山       | 複式火山   | 1,431（4,695英尺）    | 2020年11月27日（2；持續中） | 8°16′19″S 123°30′18″E / 8.272°S 123.505°E | [ 136 ]         |
| 伊利拉巴勒坎火山 | 複式火山   | 1,018（3,340英尺）    | 未知                        | 8°33′S 123°23′E / 8.55°S 123.38°E         | [ 137 ]         |
| 伊利沃龍火山     | 混合火山   | 583（1,913英尺）      | 2021年11月28日（0）         | 8°32′S 123°34′E / 8.53°S 123.57°E         | [ 138 ]         |
| 孔巴島           | 複式火山   | 633（2,077英尺）      | 2007年1月（2）              | 7°47′28″S 123°35′06″E / 7.791°S 123.585°E | [ 139 ] [ 140 ] |
| 錫龍火山         | 混合火山   | 862（2,828英尺）      | 2021年7月21日（1）          | 8°30′29″S 124°07′48″E / 8.508°S 124.13°E  | [ 141 ]         |
| 耶爾希火山       | 海底火山   | −3,800（−12,500英尺） | 未知                        | 7°32′S 123°57′E / 7.53°S 123.95°E         | [ 142 ] [ 143 ] |

- 位於巴厘島的阿貢火山。
- 於1994年噴發的林賈尼火山。
- 克里穆圖火山的三色火口湖其中之一型態。

### 班達海
班達海位於摩鹿加群島南方，海上分布著許多島嶼。此海域正處在歐亞大陸板塊、太平洋板塊、印度-澳洲板塊的交界處，這3個板塊自中生代會合後持續相互擠壓。另外，目前此區域多為火山島以及海底火山。
| 名稱       | 類型     | 海拔高度             | 最後噴發日期（VEI） | 座標                                      | 附註            |
| ---------- | -------- | -------------------- | ------------------- | ----------------------------------------- | --------------- |
| 中國皇帝   | 海底火山 | −2,850（−9,350英尺） | 未知                | 6°13′S 124°13′E / 6.22°S 124.22°E         | [ 145 ]         |
| 尼沃凱爾克 | 海底火山 | −2,258（−7,408英尺） | 未知                | 6°36′S 124°41′E / 6.6°S 124.68°E          | [ 146 ]         |
| 韋塔火山   | 複式火山 | 239（784英尺）       | 更新世              | 6°38′31″S 126°39′00″E / 6.642°S 126.65°E  | [ 147 ]         |
| 瓦拉利山   | 複式火山 | 868（2,848英尺）     | 1892年6月3日（2）   | 7°07′30″S 128°40′30″E / 7.125°S 128.675°E | [ 148 ]         |
| 特翁火山   | 複式火山 | 728（2,388英尺）     | 1904年6月3日（2）   | 6°58′34″S 129°08′38″E / 6.976°S 129.144°E | [ 149 ] [ 150 ] |
| 尼拉山     | 複式火山 | 781（2,562英尺）     | 1968年5月7日（1）   | 6°44′S 129°30′E / 6.73°S 129.5°E          | [ 151 ]         |
| 塞魯阿島   | 複式火山 | 608（1,995英尺）     | 1921年9月18日（2）  | 6°18′43″S 130°01′01″E / 6.312°S 130.017°E | [ 152 ] [ 153 ] |
| 馬努克島   | 複式火山 | 257（843英尺）       | 未知                | 5°32′35″S 130°18′11″E / 5.543°S 130.303°E | [ 154 ] [ 155 ] |
| 班達火山   | 破火山口 | 596（1,955英尺）     | 1988年5月9日（3）   | 4°31′23″S 129°52′52″E / 4.523°S 129.881°E | [ 156 ] [ 157 ] |

- 位於達馬爾島的瓦拉利山。
- 尼拉山

### 蘇拉威西島與桑義赫群島
蘇拉威西島由4座半島所組成，島上中部多為高山，但此區較無火山，其火山活動多集中在最上方的半島，並延伸至桑義赫群島:9，而桑義赫群島同時標誌著印尼與菲律賓的邊界。位於托米尼灣的科洛火山曾在1983年7月18日發生火山爆發指數5的噴發活動，這是近期內於此區域火山活動規模最大的事件。:8
| 名稱           | 類型     | 海拔高度              | 最後噴發日期（VEI）         | 座標                                      | 附註            |
| -------------- | -------- | --------------------- | --------------------------- | ----------------------------------------- | --------------- |
| 科洛火山       | 複式火山 | 404（1,325英尺）      | 1983年7月18日（4）          | 0°09′43″S 121°36′04″E / 0.162°S 121.601°E | [ 159 ] [ 160 ] |
| 安邦火山       | 混合火山 | 1,795（5,889英尺）    | 2005年12月22日（1）         | 0°45′N 124°25′E / 0.75°N 124.42°E         | [ 161 ]         |
| 索普坦火山     | 複式火山 | 1,785（5,856英尺）    | 2020年3月23日（2）          | 1°06′43″N 124°44′13″E / 1.112°N 124.737°E | [ 162 ]         |
| 森普火山       | 破火山口 | 1,549（5,082英尺）    | 未知                        | 1°07′48″N 124°45′29″E / 1.13°N 124.758°E  | [ 163 ]         |
| 通達諾火山     | 破火山口 | 1,202（3,944英尺）    | 更新世                      | 1°14′N 124°50′E / 1.23°N 124.83°E         | [ 164 ]         |
| 洛孔-恩蓬火山  | 複式火山 | 1,580（5,180英尺）    | 2015年8月30日（2）          | 1°21′29″N 124°47′31″E / 1.358°N 124.792°E | [ 165 ]         |
| 馬哈武火山     | 複式火山 | 1,299（4,262英尺）    | 1977年11月16日（0）         | 1°21′07″N 124°51′54″E / 1.352°N 124.865°E | [ 166 ] [ 167 ] |
| 克拉巴火山     | 複式火山 | 1,968（6,457英尺）    | 未知                        | 1°27′14″N 125°01′52″E / 1.454°N 125.031°E | [ 168 ] [ 169 ] |
| 通科科火山     | 複式火山 | 1,334（4,377英尺）    | 1880年（1）                 | 1°31′05″N 125°11′06″E / 1.518°N 125.185°E | [ 170 ] [ 171 ] |
| 魯昂火山       | 複式火山 | 725（2,379英尺）      | 2002年9月25日（4）          | 2°18′N 125°22′E / 2.3°N 125.37°E          | [ 172 ]         |
| 卡蘭吉田火山   | 複式火山 | 1,797（5,896英尺）    | 2018年11月25日（2；持續中） | 2°46′52″N 125°24′25″E / 2.781°N 125.407°E | [ 173 ]         |
| 巴努阿武胡火山 | 海底火山 | −5（−16英尺）         | 1918年7月18日（3）          | 3°08′17″N 125°29′28″E / 3.138°N 125.491°E | [ 174 ]         |
| 阿武火山       | 複式火山 | 1,318（4,324英尺）    | 2004年6月2日（2）           | 3°40′N 125°30′E / 3.67°N 125.5°E          | [ 175 ]         |
| 1922年海底火山 | 海底火山 | −5,000（−16,000英尺） | 1922年                      | 3°58′N 124°10′E / 3.97°N 124.17°E         | [ 176 ] [ 177 ] |

- 索普坦火山
- 洛孔火山
- 魯昂火山
- 阿武火山的火口湖，攝於1995年。

### 哈馬黑拉島
哈馬黑拉島位於摩鹿加群島的北邊，由於此地正好位於三個主要板塊交接處，在島上形成兩座相交的山脈，造成島上共有四座岩石半島，將周圍海域分割成三個海灣。島上的火山弧從西側由北向南延伸，其中有一些是火山島，例如瓜馬拉馬火山和蒂多雷島。瓜馬拉馬火山位於特爾納特島上，自葡萄牙帝國在1512年於此建造一座堡壘後，該島成為香料貿易中心。由於哈馬黑拉島在地理大發現時即為香料貿易中心，島上的火山爆發記錄可追溯到十六世紀初。目前此區域最活耀的火山為杜科諾火山，自1933年至今仍持續地噴發著，而伊布火山自2008年後，至今仍有斷斷續續地噴發活動。
| 名稱            | 類型       | 海拔高度           | 最後噴發日期（VEI）        | 座標                                      | 附註            |
| --------------- | ---------- | ------------------ | -------------------------- | ----------------------------------------- | --------------- |
| 打拉根火山      | 火山碎屑錐 | 317（1,040英尺）   | 未知                       | 1°50′N 127°50′E / 1.83°N 127.83°E         | [ 180 ]         |
| 杜科諾火山      | 混合火山   | 1,273（4,177英尺） | 1933年8月13日（3；持續中） | 1°41′35″N 127°53′38″E / 1.693°N 127.894°E | [ 178 ] [ 181 ] |
| 托巴魯火山      | 複式火山   | 1,035（3,396英尺） | 未知                       | 1°38′N 127°40′E / 1.63°N 127.67°E         | [ 182 ] [ 183 ] |
| 伊布火山        | 複式火山   | 1,325（4,347英尺） | 2008年4月5日（1；持續中）  | 1°29′17″N 127°37′48″E / 1.488°N 127.63°E  | [ 179 ]         |
| 甘科諾拉火山    | 複式火山   | 1,635（5,364英尺） | 2007年7月8日（2）          | 1°23′N 127°32′E / 1.38°N 127.53°E         | [ 184 ]         |
| 托多科-拉努火山 | 破火山口   | 979（3,212英尺）   | 未知                       | 1°15′N 127°28′E / 1.25°N 127.47°E         | [ 185 ]         |
| 賈伊洛洛火山    | 複式火山   | 993（3,258英尺）   | 未知                       | 1°04′48″N 127°26′20″E / 1.08°N 127.439°E  | [ 186 ] [ 187 ] |
| 希里火山        | 複式火山   | 630（2,070英尺）   | 未知                       | 0°54′N 127°19′E / 0.9°N 127.32°E          | [ 188 ]         |
| 瓜馬拉馬火山    | 複式火山   | 1,714（5,623英尺） | 2018年10月4日（1）         | 0°48′N 127°20′E / 0.8°N 127.33°E          | [ 189 ]         |
| 蒂多雷島        | 複式火山   | 1,713（5,620英尺） | 1210年±26年（3）           | 0°39′29″N 127°24′00″E / 0.658°N 127.40°E  | [ 190 ]         |
| 馬雷島          | 複式火山   | 308（1,010英尺）   | 未知                       | 0°34′N 127°24′E / 0.57°N 127.4°E          | [ 191 ]         |
| 莫蒂島          | 複式火山   | 927（3,041英尺）   | 未知                       | 0°27′14″N 127°24′40″E / 0.454°N 127.411°E | [ 192 ] [ 193 ] |
| 馬基安島        | 複式火山   | 1,357（4,452英尺） | 1988年7月29日（3）         | 0°19′N 127°24′E / 0.32°N 127.4°E          | [ 194 ]         |
| 蒂加拉魯火山    | 複式火山   | 422（1,385英尺）   | 未知                       | 0°04′N 127°25′E / 0.07°N 127.42°E         | [ 195 ]         |
| 阿馬辛火山      | 複式火山   | 1,030（3,380英尺） | 未知                       | 0°32′S 127°29′E / 0.53°S 127.48°E         | [ 196 ]         |
| 比比諾伊火山    | 複式火山   | 932（3,058英尺）   | 未知                       | 0°45′40″S 127°43′30″E / 0.761°S 127.725°E | [ 197 ] [ 198 ] |

- 一張描繪瓜馬拉馬火山於18世紀爆發的場景，山下的建築物為葡萄牙在該地建築的堡壘。
- 伊布火山

## 歷年火山噴發事件
目前最多火山爆發指數超過4噴發紀錄的火山為克盧德火山，已確認紀錄為8次。坦博拉火山則在1815年發生人類歷史上最大規模的火山爆發，其火山爆發指數為7，預估至少造成71,000人死亡。位於蘇門答臘的多巴湖，據推測在距今約74,000年前發生一場大規模爆發，其火山爆發指數為8。以下為歷年印度尼西亞境內火山爆發指數達到4或以上的噴發事件列表。
| 噴發起始時間     | 火山名       | 火山類型 | 所在區域   | 噴發結束時間   | 火山爆發指數 | 附註                  |
| ---------------- | ------------ | -------- | ---------- | -------------- | ------------ | --------------------- |
| 2019年2月6日     | 錫納朋火山   | 複式火山 | 蘇門答臘島 | 2019年6月9日   | 4            | [ 21 ]                |
| 2017年6月6日     | 塞梅魯火山   | 複式火山 | 爪哇島     | 至今持續中     | 4            | [ 95 ]                |
| 2014年5月30日    | 亞比火山     | 混合火山 | 小巽他群島 | 2015年11月5日  | 4            | [ 113 ]               |
| 2014年2月13日    | 克盧德火山   | 複式火山 | 爪哇島     | 2014年2月15日  | 4            | [ 4 ]                 |
| 2010年10月26日   | 默拉皮火山   | 複式火山 | 爪哇島     | 2012年7月15日  | 4            | [ 5 ] [ 200 ]         |
| 2002年9月25日    | 魯昂火山     | 複式火山 | 桑義赫群島 | 2002年年9月    | 4            | [ 172 ]               |
| 1990年2月10日    | 克盧德火山   | 複式火山 | 爪哇島     | 1990年年3月    | 4            | [ 4 ]                 |
| 1983年7月18日    | 科洛火山     | 複式火山 | 蘇拉威西島 | 1983年年12月   | 4            | [ 159 ]               |
| 1982年4月5日     | 加隆貢火山   | 複式火山 | 爪哇島     | 1983年1月8日   | 4            | [ 201 ] [ 202 ]       |
| 1966年8月12日    | 阿武火山     | 複式火山 | 桑義赫群島 | 1966年年10月   | 4            | [ 175 ]               |
| 1966年4月26日    | 克盧德火山   | 複式火山 | 爪哇島     | 1966年4月27日  | 4            | [ 4 ]                 |
| 1963年2月18日    | 阿貢火山     | 複式火山 | 小巽他群島 | 1964年1月27日  | 5            | [ 110 ] [ 203 ]       |
| 1951年8月31日    | 克盧德火山   | 複式火山 | 爪哇島     | 1951年8月31日  | 4            | [ 4 ]                 |
| 1933年7月10日    | 蘇沃火山     | 破火山口 | 蘇門答臘島 | 1933年8月5日   | 4            | [ 53 ]                |
| 1919年5月19日    | 克盧德火山   | 複式火山 | 爪哇島     | 1919年5月20日  | 4            | [ 4 ]                 |
| 1883年5月20日    | 喀拉喀托火山 | 破火山口 | 巽他海峽   | 1883年年10月   | 6            | [ 1 ] [ 203 ] [ 204 ] |
| 1872年4月15日    | 默拉皮火山   | 複式火山 | 爪哇島     | 1872年4月21日  | 4            | [ 5 ]                 |
| 1861年12月28日   | 馬基安島     | 複式火山 | 哈馬黑拉島 | 1862年年10月   | 4            | [ 194 ]               |
| 1843年年         | 阿貢火山     | 複式火山 | 小巽他群島 | 未知           | 5            | [ 110 ]               |
| 1826年10月11日   | 克盧德火山   | 複式火山 | 爪哇島     | 1826年10月25日 | 4            | [ 4 ]                 |
| 1822年10月8日    | 加隆貢火山   | 複式火山 | 爪哇島     | 1822年年12月   | 5            | [ 77 ]                |
| 1817年1月16日    | 拉翁火山     | 複式火山 | 爪哇島     | 1817年年2月    | 4            | [ 101 ]               |
| 1812年8月6日     | 阿武火山     | 複式火山 | 桑義赫群島 | 1812年8月8日   | 4            | [ 175 ]               |
| 1815年4月10日    | 坦博拉火山   | 複式火山 | 小巽他群島 | 1815年7月15日  | 7            | [ 199 ] [ 3 ]         |
| 1760年9月22日    | 馬基安島     | 複式火山 | 哈馬黑拉島 | 1761年年4月    | 4            | [ 194 ]               |
| 1693年6月4日     | 塞魯阿島     | 複式火山 | 班達海     | 1693年年7月    | 4            | [ 152 ]               |
| 1680年年         | 通科科火山   | 複式火山 | 蘇拉威西島 | 未知           | 5            | [ 170 ]               |
| 1673年5月20日    | 甘科諾拉火山 | 複式火山 | 哈馬黑拉島 | 未知           | 5            | [ 184 ]               |
| 1660年年2月      | 特翁火山     | 複式火山 | 班達海     | 未知           | 4            | [ 149 ]               |
| 1646年7月19日    | 馬基安島     | 複式火山 | 哈馬黑拉島 | 1646年7月21日  | 4            | [ 194 ]               |
| 1641年年         | 克盧德火山   | 複式火山 | 爪哇島     | 未知           | 4            | [ 4 ]                 |
| 1638年年         | 拉翁火山     | 複式火山 | 爪哇島     | 未知           | 4            | [ 101 ]               |
| 1593年年         | 拉翁火山     | 複式火山 | 爪哇島     | 未知           | 5            | [ 101 ]               |
| 1586年年         | 克盧德火山   | 複式火山 | 爪哇島     | 未知           | 5            | [ 4 ]                 |
| 1257年年         | 林賈尼火山   | 複式火山 | 小巽他群島 | 未知           | 7            | [ 111 ]               |
| 416年年          | 喀拉喀托火山 | 破火山口 | 巽他海峽   | 未知           | 4            | [ 60 ]                |
| 20年±300年       | 默拉皮火山   | 複式火山 | 爪哇島     | 未知           | 4            | [ 5 ]                 |
| 西元前830±50年   | 唐格爾山     | 複式火山 | 爪哇島     | 未知           | 4            | [ 96 ]                |
| 西元前1180±70年  | 默拉皮火山   | 複式火山 | 爪哇島     | 未知           | 4            | [ 5 ]                 |
| 西元前2250±150年 | 加隆貢火山   | 複式火山 | 爪哇島     | 未知           | 5            | [ 77 ]                |
| 距今約74,000年前 | 多巴湖       | 超級火山 | 蘇門答臘島 | 未知           | 8            | [ 2 ]                 |

## 註解
1. ↑  Tom Simkin & Lee Siebert.  2nd. Geoscience Press. 1994. ISBN 0-945005-12-1.
2. ↑  M. Neumann van Padang. .  1. Rome: IAVCEI: 1–271. 1951.
3. ↑  喀拉喀托火山的高度以拉卡塔島（Rakata）為主，而非以喀拉喀托之子（Anak Krakatau）為主。

## 外部連結
- 印度尼西亞火山調查所官方網站（页面存档备份，存于）（印尼文）
- indovolcano.com的印度尼西亞火山與山脈照片集 （页面存档备份，存于）（英文）